# Didgé
Pour l’article homonyme, voir Didier Chardez.
Cet article possède un paronyme, voir Dee Jay.
Didgé, de son vrai nom Didier Chardez Jr., né le 10 novembre 1953 à Verviers (province de Liège), est un auteur de bande dessinée belge.

## Biographie
Didier Chardez Jr. naît le 10 novembre 1953 à Verviers, il est diplômé en 1975 de l’École supérieure des arts Saint-Luc de Liège.
Didgé collabore dès 1974 à une revue syndicale (le Bulletin de la Fondation André-Renard de Liège) en scénarisant les gags de la série Changer la vie dessinés par Julos (Julien Bouharmont), mais ses véritables débuts dans la bande dessinée se feront en 1977 dans Le Trombone illustré, supplément au Journal de Spirou créé par Yvan Delporte et Franquin.
Après une année 1978 consacrée à son service militaire en même temps qu'à la réalisation d'un album de Bobo avec Paul Deliège et Julos (Destination Lune, éd. Dupuis), il participe à Spirou avec plusieurs séries : Isidore Landurcy, Honoré Joufflu, Le Ciné-club du mardi matin, Jules Piénu, etc. Viendront ensuite, en 1982-83, une histoire complète d'Attila sur scénario de Maurice Rosy (Bak et Flak étonnent Attila) et une série de gags en strips et demi-planches : BB de BD (3 albums parus aux éditions Blanco). Chez Spirou, il collabore également en tant que scénariste avec Will et Maréchal (Prudence Petipas) pour quelques histoires courtes humoristiques.
Parallèlement, il entame une nouvelle série, Monsieur Edouard, en 1983 dans le journal Tintin. Il collaborera de 1983 à 1993 à de nombreuses séries en tant qu'auteur (Le Coin didactique, Babs) ou scénariste (Clin d'œil et William Lapoire avec Ernst, Ptouih avec Dale, Platon, Torloche et Coquinette avec Renaud d'abord et Di Sano ensuite, Golden Island avec Tsili, Les Dignes Dingues avec Richelle).
Dans les années 1990, Didgé réalise, d'abord seul puis avec Georges Van Linthout, Les MicroZathlètes, une série de gags en une page dans le magazine Femmes d’aujourd'hui.
Il reprend également chez P&T Production les BB de BD sous un nouveau titre : Les Bébés. Trois albums seront publiés. Toujours chez le même éditeur, il signe avec Stibane La Petite Histoire de la prostitution, parue en deux tomes ; les mêmes auteurs publient ensuite, également chez P&T, deux tomes de la série de gags en une planche La Main de ma sœur.
Didgé a également signé de nombreux albums publicitaires ou d'entreprise. Pour Nesquik, il anime Quicky, série comptant 4 albums parue de 1992 à 1997. Continuant sur sa lancée thématique, il réalise ensuite Les Générations chocolat pour la société Callebaut. Par la suite, il anime avec Georges Van Linthout Marc le Magicien, des gags mettant en scène le quotidien d'un dépanneur, dans le journal de Touring Secours.
Au cours des années 2000, Didgé travaille pour les éditions Jungle, où il dessine l’adaptation de Caméra Café écrite par Georges Van Linthout et mise en couleur par Stibane, et pour Casterman où il dessine la série réaliste La Malédiction d'Edgar adaptée par Marc Dugain de son propre roman.

### Années 2020
En septembre 2021, il publie sous son nom deux albums historiques sur la Première Guerre mondiale : L'Alsace à tout prix ! et Gueules cassées - Sourire quand même - 100 ans aux Éditions du Signe et avec Francis Carin. En novembre de la même année, il sort Vive la République ! La France et ses Présidents, une plongée dans l'Histoire des Présidents de France sur un scénario de Bertrand Munier chez le même éditeur avec la collaboration graphique de Francis Carin. Il publie Ici c’est Thaon-les-Vosges sur un scénario de Bertrand Munier et la collaboration graphique de Francis Carin aux Éditions du Signe en 2022. Il livre encore la bande dessinée historique sur la ville alsacienne d'Ensisheim intitulée Ensisheim : Entre Ciel et Terre de la même manière aux mêmes éditions en octobre 2024.

## Œuvres en bande dessinée

### Albums
- La Revanche des fumeurs[18], Jungle !, coll. « Et fier de l'être », Paris, novembre 2008
Scénario : Hipo - Dessin : Géo, Stibane et Didgé - Couleurs : Alice Van Linthout, Didgé -  (ISBN 978-2-87442-611-7)
- Collection « Sans se fouler » (scénario Hipo, dessin Géo, Stibane et Didgé, Jungle)
  - Réussir le bac sans se fouler (2009)  (ISBN 978-2-87442-428-1)
- Le Permis sans se fouler, Jungle, Bruxelles, septembre 2009
Scénario : Hipo - Dessin : Didgé - Couleurs : Stibane -  (ISBN 978-2-87442-706-0)

- 1. Ça sent bon les vacances !, Jungle, 21 septembre 2012
Scénario : Didier Chardez - Dessin : Stibane - Couleurs : Georges Van Linthout -  (ISBN 978-2-8222-0252-7)
- Philibert Vrau dit Le Saint de Lille[19], Coccinelle BD, Durbuy, 1 février 2014
Scénario : Didier Chardez - Dessin : Francis Carin - Couleurs : Stibane -  (ISBN 978-2-930273-79-2)

- 2. L'Alsace à tout prix ![22], Éditions du Signe, Strasbourg, 2 septembre 2021
Scénario : Jean Paillot - Dessin : Francis Carin, Didier Chardez - Couleurs : Stibane -  (ISBN 978-2-7468-3852-9)
- Gueules Cassées - Sourire Quand Même - 100 ans, Éditions du Signe, Strasbourg, 24 septembre 2021
Scénario : Isabelle Gaudon - Dessin : Francis Carin, Didier Chardez - Couleurs : Stibane -  (ISBN 978-2-7468-4010-2) (BNF 46904691).

- Ensisheim : Entre Ciel et Terre[10], Éditions du Signe, Strasbourg, 12 octobre 2024
Scénario : Bertrand Munier - Dessin : Francis Carin, Didier Chardez - Couleurs : Zuzanna Estera Zielinska -  (ISBN 978-2-7468-4598-5)

### Collections publiques
10 œuvres de cet artiste sont conservées au Centre belge de la bande dessinée et font partie du patrimoine mobilier de la région Bruxelles-Capitale.

#### Livres
: document utilisé comme source pour la rédaction de cet article.
- Henri Filippini, Dictionnaire de la bande dessinée, Paris, Bordas, 1989, 731 p., ill. ; 27 cm (ISBN 2-04-018455-4, OCLC 1244909550, BNF 35065653, présentation en ligne), p. 37, 357, 358, 611.
- Jean-Louis Lechat, Un demi-siècle d’aventures t. 2 : 1970 - 1996, Bruxelles, Le Lombard, 5 décembre 1996, 224 p., ill. ; 31 cm (ISBN 280361233X, OCLC 37995939, BNF 37539082, présentation en ligne), p. 62, 105, 119, 129, 141, 164. .
- Jean Pirotte (dir.) et Luc Courtois, Du régional à l'universel. : L'imaginaire wallon dans la bande dessinée., Louvain-la-Neuve, Fondation wallonne Pierre-Marie et Jean-François Humblet, 1999, 310 p. (ISBN 978-2-9600072-3-7 et 2960007239, OCLC 1075833932), p. 29, 31, 247 lire sur Google Livres
- Jacques Fiérain, « Didgé », dans La BD dans les provinces de Liège, Namur et Luxembourg, Charleroi, Éd. l'Âge d'or, 2004, 112 p., ill. ; 31 cm (ISBN 9782960019698, OCLC 470388297, présentation en ligne), p. 34.
- Patrick Gaumer, Le Lombard L’aventure sans fin t. 3 : 1996 - 2006, Bruxelles, Le Lombard, coll. « Auteurs », décembre 2007, 296 p., ill. (ISBN 978-2-8036-2197-2, présentation en ligne).
- Patrick Gaumer, « Didgé », dans Dictionnaire mondial de la BD, Paris, Larousse, 2010, 953 p., ill. ; 27 cm (ISBN 978-2-0358-4331-9 et 2-0358-4331-6, OCLC 920924930, présentation en ligne), p. 254. .
- Philippe Mellot, Michel Denni, Laurent Turpin et Isabelle Morzadec, Trésors de la bande dessinée : BDM 2021-2022 - Catalogue encyclopédique et Argus, Paris, Les Arènes, novembre 2020, 22e éd., 1700 p., ill. ; 23 cm (ISBN 9791037502582, OCLC 1240308146, présentation en ligne), p. 35, 59, 86, 101, 118, 226, 303, 337, 366, 603, 621, 760, 835, 871, 890. .

#### Articles
- Erik Kempinaire, « Didier Chardez : "On a vite tendance à cataloguer les auteurs" », ActuaBD,‎ 3 avril 2007 (lire en ligne, consulté le 10 juillet 2022).

### Vidéographie
- [vidéo] « Didgé interview "Liège, terre de BD", festival international de la BD de Liège, 24e édition », sur YouTube, 16 août 2017